# Claude Verlinde
Pour les articles homonymes, voir Verlinde.
 (juillet 2009).
- Si vous ne connaissez pas le sujet, laissez ce bandeau (vous pouvez alors contacter les auteurs).
- Si vous supprimez le contenu mis en cause (vous pouvez préalablement contacter les auteurs),

argumentez précisément cette suppression dans la page de discussion
(un manque de référence n'est pas un argument ; une recherche réelle de référence doit avoir été effectuée, être formellement documentée).
 (juillet 2024).
La mise en forme du texte ne suit pas les recommandations de Wikipédia : il faut le « wikifier ».
Les points d'amélioration suivants sont les cas les plus fréquents. Le détail des points à revoir est peut-être précisé sur la page de discussion.
- Les titres sont pré-formatés par le logiciel. Ils ne sont ni en capitales, ni en gras.
- Le texte ne doit pas être écrit en capitales (les noms de famille non plus), ni en gras, ni en italique, ni en « petit »…
- Le gras n'est utilisé que pour surligner le titre de l'article dans l'introduction, une seule fois.
- L'italique est rarement utilisé : mots en langue étrangère, titres d'œuvres, noms de bateaux, etc.
- Les citations ne sont pas en italique mais en corps de texte normal. Elles sont entourées par des guillemets français : « et ».
- Les listes à puces sont à éviter, des paragraphes rédigés étant largement préférés. Les tableaux sont à réserver à la présentation de données structurées (résultats, etc.).
- Les appels de note de bas de page (petits chiffres en exposant, introduits par l'outil «  Source ») sont à placer entre la fin de phrase et le point final[comme ça].
- Les liens internes (vers d'autres articles de Wikipédia) sont à choisir avec parcimonie. Créez des liens vers des articles approfondissant le sujet. Les termes génériques sans rapport avec le sujet sont à éviter, ainsi que les répétitions de liens vers un même terme.
- Les liens externes sont à placer uniquement dans une section « Liens externes », à la fin de l'article. Ces liens sont à choisir avec parcimonie suivant les règles définies. Si un lien sert de source à l'article, son insertion dans le texte est à faire par les notes de bas de page.
- La présentation des références doit suivre les conventions bibliographiques. Il est recommandé d'utiliser les modèles {{Ouvrage}}, {{Chapitre}}, {{Article}}, {{Lien web}} et/ou {{Bibliographie}}. Le mode d'édition visuel peut mettre en forme automatiquement les références.
- Insérer une infobox (cadre d'informations à droite) n'est pas obligatoire pour parachever la mise en page.

Pour une aide détaillée, merci de consulter Aide:Wikification.
Si vous pensez que ces points ont été résolus, vous pouvez retirer ce bandeau et améliorer la mise en forme d'un autre article.
Claude Verlinde, né le 24 juin 1927 à Paris et mort dans la même ville le 19 septembre 2020, est un peintre, graveur et illustrateur français. Il est de descendance Flamande par son père.

## Biographie

### Jeunesse et formation
Très tôt, Claude Verlinde  manifeste son envie de dessiner. Un de ses professeurs de dessin le remarque et suggère à ses parents de l’inscrire à l’école des Arts Appliqués à l’industrie. Il passe avec succès le concours d’entrée mais ses projets sont contrariés par la déclaration de la guerre qui a poussé sa famille à s'installer à Saint-André-sur-Orne, en Normandie.
Il entre en qualité d’apprenti-sculpteur dans un atelier de création de motifs religieux, puis  assiste le directeur de l’école des Beaux-Arts de Caen, Monsieur Drouin (sculpteur) pour la restauration de l’église Saint-Pierre de Caen. Ce même Monsieur Drouin dessinait les plans des défenses allemandes formant le mur de l’Atlantique et les expédiait à Londres. Il fut fusillé le 6 juin 1944, jour du débarquement.
Abrité dans les mines de fer pendant les batailles du débarquement, Claude Verlinde fait de nombreux dessins sur la vie souterraine dans la mine et des portraits de réfugiés avec lui. La maison familiale fut détruite et peu de documents pourront être récupérés.
La famille sinistrée sera logée dans la région parisienne, à Montigny-lès-Cormeilles dans une maisonnette sans eau ni électricité. Il peindra à la lampe à pétrole. C’est à cette époque qu’il fait la connaissance du Docteur Guy Dulon, grand collectionneur d’art africain et précolombien. Le docteur Dulon l’accompagnera et le soutiendra toute sa vie pendant les moments difficiles. Il lui achète sa première sculpture « Le joueur de luth ».
A dix-sept ans Claude Verlinde a une révélation en découvrant, lors d’un séjour en Belgique dans sa famille paternelle flamande, les œuvres de Jérôme Bosch et de Pieter Brueghel l'Ancien.
Après un temps d’incertitudes, un temps d’occupation militaire en Allemagne, de service militaire sur la base de l’Armée de l’Air de Dijon (où il peint une fresque dans la salle de réception du mess des officiers) il intègre la Galerie des Antiques et l’Atelier de Souverbie à l’École des Beaux-Arts de Paris. Il fréquente également les séances de dessin anatomique de la Grande-Chaumière.

### Carrière artistique
Le tournant de son aventure picturale se situe le jour où il refuse une situation inespérée comme dessinateur, directeur de chantiers d’installations publiques dans une Société importante, pour peindre librement.
Il gagne sa vie avec des métiers d'exécution dans un cabinet d'architecte ou dans une maison d'édition, emplois qui lui laissent le temps de peindre.
En 1955, il s’installe à Vallauris. Il travaille en qualité de décorateur le matin chez différents potiers (R. Capron, Atelier du Tapis Vert où il côtoie Prinner dont il fait le portrait, Granjean Jourdan) réservant l’après-midi pour peindre.
C’est à cette époque qu’il fait la connaissance de Robert Tatin, artiste atypique, installé à Vence en 1956. Sous son influence, il s’exerce à l’art brut (Plusieurs « Nef des fous » naissent de l’imaginaire Verlinde) qu’il abandonnera très vite pour s’exprimer librement.
En 1957, il épouse Marie-Thérèse Langard dont il aura un fils Gilles.
La galerie Art de France de Cannes l’expose ainsi qu’à sa galerie boulevard Raspail Paris.
Il revient à Paris en 1960.
Libéré de tout courant, il peint selon ses convictions. Son style s’affirme. Ainsi qu’en attestent ses nombreux écrits, notes, sa recherche est surtout philosophique. Il se décrit comme étant un peintre humaniste. Il est reconnu comme Maitre du réalisme fantastique.
« Son acuité graphique correspond à son esprit aussi incisif que caustique. De ses origines flamandes, il est redevable d’une truculence qui en fait l’héritier de Brueghel dit l’Ancien, de Bosch, de Cranach et plus proche de nous, d’Ensor. Philosophe, moraliste, il compose ses scènes sous forme de fables aux multiples lectures. Ses paraboles nous délivrent « sa réalité ». Tour à tour inquiétantes et humoristiques, ses scènes oscillent entre tendresse et gravité, caricature et poésie. Ici, la condition humaine est délogée de sa tour d’ivoire. Libérée de toutes contraintes, elle prend la forme de personnages fantastiques dont le dessin permet de développer l’idée première : celle d’une humanité prise dans les mailles de ses vanités…L.H. »[réf. nécessaire]
Il meurt à Paris à 93 ans.  

### Événements marquants
Plusieurs expositions en France, une rétrospective à la Galerie de la Place Beauvau (exposition d’une œuvre majeure Le Temps) le conduiront à une renommée internationale.[réf. nécessaire]
Exposition à l’Institut français de Stockholm (Suède), exposition rétrospective dans six villes du Japon, à l’Orangerie Charlottenburg de Berlin (Allemagne), à Venise (Italie) à Vienne (Autriche), au musée de Neuenstaadt (Allemagne), aux Etats-Unis.
A l’occasion du bicentenaire de la Révolution française, une exposition personnelle en 1989 à la Galerie Place Beauvau, avec parution d’un livre préfacé par François Furet,  rencontre un très grand succès.
Il est membre du jury du film fantastique à Avoriaz en 1983, décorateur de pièces de théâtre dont « J’affabule » au Lucernaire (Paris, Festival d’Avignon),
« Le jeu de l’amour et du hasard » « Le legs « de Marivaux à la Comédie Française.
Certaines de ses peintures sont sélectionnées pour paraitre dans plusieurs films et pour illustrer des livres de la collection Actes Sud notamment.
Il illustre des ouvrages de bibliophilie : « Les Fables de la Fontaine » « Pantagruel » de Rabelais.  
Jacques Chancel lui consacre une émission dans « Radioscopie »
Louis Pauwels le soutient et le présente dans sa revue « Planète », dans le Figaro Magazine.
Un musée comportant une soixantaine de ses peintures, des sculptures, une peinture murale de 6mx16m se trouve en Suisse Lucerne/Vitznau au bord du lac des 4 Cantons.

## Collections conservant des œuvres de Claude Verlinde

### En France
- Musée de St-Etienne
- Mairie de Beauchamp (Val d’Oise (salle des mariages)
- Musée départemental de l’Oise, Beauvais : portrait de Marie Monnier Bécat
- Musée Daubigny Auvers s/oise

### À l'étranger
- Fondation Werner Berne (Suisse)
- Fondations Pühringer Vienne (Autriche) – Vitznau (Suisse)

## Honneurs
- Lauréat du prix »Signatures » 1966
- Prix Prestige Léonard de Vinci Amboise 1971
- Médaille d’or du salon des Artistes Français 1972
- Médaille d’or de la société des Artistes Français 1974
- Lauréat du prix Meurand 1974
- Juré du Festival d’Avoriaz 1981
- Président jury du Salon de Montmorency 1982
- Chevalier des Arts et des Lettres 1989
- Médaille de la ville de Bordeaux  1993
- Grande médaille d’or avec plaquette d’honneur Arts-Sciences-Lettres 2016
- Invité d’honneur ART CAPITAL Grand Palais 2019

LIBRAIRIE
« Rétrospective Verlinde » édition japonaise, préface Emmanuel Le Roy Ladurie 1985
« Verlinde » Editions Natiris, préface Louis Pauwels 1983
« Verlinde » préface  François Furet 1989
« Verlinde » édition  Ramsay, préface Rémi Ader 1992
« Verlinde » Publishing Art View Ltd, préface Patrick Ravignant 1998
« Verlinde – dessins »  Préface Jean Piat
« Verlinde Palais Coburg/Vienne, préface Michel Random 2005
Série de douze phototypies (dessins), Imprimerie Maeght, Préface De Fallois

Illustrations d’ouvrages

La Renarde de Mary Webb, Club des Amis du Livre CAL 1962
Adrienne Mesurat de Julien Green, CAL 1964
Pierrot mon ami de Raymond Queneau, CAL 1965
Aux Sources de la rivière Kwai de Pierre Boulle, Julliard 1967
Mémoires d’un Italien (confessions d’un Octogénaire) d’Ippolito Nievo, Librairie C. Klincksieck 1968 

Livres de bibliophilie
Pantagruel de Rabelais, Editions L’Atelier du Lys, préface de Jacques Chancel 2001
Les Fables de La Fontaine, Edition L’Atelier du Lys

Plusieurs lithographies réalisées par l’Imprimerie Mourlot
Illustrations de jaquettes de livres pour différentes maisons d’édition :
Actes Sud - Bordas - Balland - Nathan - Filipacchi – Livre de poche – Librairie générale Française – Belfond – Centre National : textes et documents pour la classe – Editions du Rocher

Illustration jaquette de disque
Métronomie – CD – K7 – DVD Nino Ferrer
Jaffabule – vinyl 33 tours – Archives musicales du Lucernaire –Luce Berthommé et Christian Le Guillochet - 1982

SCULPTURES
-        La femme fleur (résine) pour décors » Les jeux de l’amour et du hasard »à la Comédie Française (conservée  dans les réserves de la Comédie Française et exposée avec études de décors à l’exposition « Comédie Française au Petit Palais en 2011)
-        La pute enchantée (bronze) Entrée auditorium Musée Vitznau  Suisse
-        Le visionnaire (bronze) « Karla et Peter Pühinger Preis « Prix remis chaque année pour lauréat  récompensé pour ses projets innovateurs sur la société, la culture
-        Le soleil (applique murale électrifiée, terre cuite)
-        Bonbonnière au visage ( terre cuite)
-        Le joueur de Luth (béton cellulaire)
-        Sancho panza (terre cuite)
-        Don Quichotte (terre cuite)
-        La pute enchantée (moulage) collection Verlinde
-        La charge des os (moulage) collection Verlinde
-        Jeu d’échec (moulage) avec échiquier (bois) comportant un mécanisme de présentation

TELEVISION
RTF 1963 Présentation de tableaux
Actualités FR2 – FR3 – TV5 Exposition personnelle Galerie M.Boulet 1994
Actualités FR2 – FR3 – TV5 Exposition personnelle Galerie M. Boulet 1996
Actualités FR2 – FR3 Présentation interview Nino Ferrer commentant la peinture de C.Verlinde 1994
FR3 Régions 2013 exposition St Léonard de Noblat
Radiotélévision Suisse Normande
Interview Claude Verlinde RTB Bruxelles 1988 

Illustration de « Et vivre de plaisir » Auteurs  Thierry Nolin et Jean-Didier Vincent, réalisation Thierry Nolin - Production : France 5/banco Films 2006
Décors émission Nino Ferrer Discorama 1972

AFFICHES
Création de l’affiche pour le 17ème Festival du Marais Paris 1980
Création affiche pour la présentation de «JAFABULE » au Lucernaire Paris et Festival d’Avignon 1981
Création de l’affiche du Festival d’Avoriaz 1983

DECORS ET COSTUMES/théâtre
Création de masques et costumes pour la pièce « jafabule » au théâtre du Lucernaire à  Paris et au Festival d’Avignon en 1981 -Fable musicale pour grandes personnes en trois tableaux -
Reprise de « Jafabule » à la Comédie de Paris et adaptation à la Télévision 1982

Décors et costumes pour le tricentenaire de Marivaux « Les jeux de l’amour et du hasard » et « le legs » à la Comédie Française 1988

Décors salle de restaurant du Lucernaire Paris
Décors Cages d’escaliers et chambres du Park Hotel à Vitznau (Suisse)
                                                                                                       Texte Gilles Verlinde

## Expositions

### Expositions collectives
Claude Verlinde a participé à de nombreuses manifestations de groupe, aussi bien dans les Galeries que dans des Salons de Paris, de province ou à l’étranger. Il a été plusieurs fois invité d’honneur : Signatures (Festival de Cannes), Salon des Beaux- Arts de Choisy, Artistes Indépendants d’Aquitaine , Salon de Montmorency, Masques et miroirs St Germain en Laye, Biennale de St Léonard de St Léonard de Noblat. Art Capital au Grand Palais.

### Expositions personnelles
- 1948  Galerie Duncan Paris
- 1959  Galerie AG Paris
- 1960  Galerie Art de France Cannes
- 1961  Galerie Art de France Paris
- 1962  Galerie Art de France Paris
- 1963  Galerie Art de France Paris
Galerie Dulac Paris
- 1964  Exposition organisée par Planète à Paris
Galerie « La Proue » Lyon
Galerie 5 Genève (Suisse)
- 1966  Exposition aux Etats-Unis (Sigmund Rothschild Gallery New-York
Exposition Palais des Festivals Cannes
- 1967  Galerie Morantin Nouvion Paris
- 1968  Galerie Morantin Nouvion Paris
- 1970  Galerie Morantin Nouvion Paris
- 1971  Galerie Morantin Nouvion Paris
- 1973  Galerie  Morantin  Nouvion Paris
- 1974  Galerie Morantin Nouvion Paris 
Exposition à l’Institut français Stockholm (Suède)
Exposition au Musée Göteborg et au Musée d’Orebro (Suède)
- 1976  Galerie Morantin Nouvion Paris
Expositions personnelles à Nantes, à Paris
- 1979  Exposition de gravures au Musée des Beaux- Arts de Reims
Galerie Présence Bruxelles (Belgique)
- 1980  Exposition rétrospective Galerie d’Art de la Place Beauvau Paris
Galerie Schèmes Lille
- 1984  Exposition « Le Temps » Galerie d’Art de la Place Beauvau Paris
Galerie Schèmes Lille
Mairie de Boissy-aux Cailles (Seine et Marne)
- 1985  Exposition rétrospective dans six villes du Japon (300 000 visiteurs)
- 1986  Exposition rétrospective  Berlin (Allemagne)
- 1988  Galerie BP Bruxelles (Belgique)
- 1988/1989  Galerie de la Place Beauvau Paris Verlinde Evolution
- 1991  Exposition à Zoute-Art (Belgique)
- 1992  Orangerie Charlottenburg Berlin
Galerie Procesnium Paris
Galerie Tempera Bruxelles
- 1993  Exposition Tour Carrée de Ste-Maxime
- 1994  Du visionnaire au fantastique Venise
- 1996  Galerie Michelle Boulet Exposition rétrospective Mairie du 8e arrondissement Paris
St Léonard avec conférence M.Random « De l’imaginaire à la vision, Verlinde et le pouvoir créateur »
- 1998  Galerie Michelle Boulet
- 2000  Galerie Michelle Boulet
- 2001  Galerie Michelle Boulet Paris
- 2002  Château de Vascoeuil (Normandie)
- 2003  Exposition à la Tour Carrée de Ste Maxime
Galerie Michelle Boulet
Exposition à Miami (Etats-Unis)
Exposition à Courtrai (Belgique)
- 2005  Exposition Palais Coburg à Vienne (Autriche)
- 2008  Lecture par Henri Tisot, intitulée « La peinture selon Claude Verlinde
- 2009  Exécution maquette pour Musée Vitznau
- 2010 à 2011 Exécution fresque et décors Mus2e Vitznau
- 2013  Exposition Park Hotel de Vitznau (près Lucerne Suisse)
- 2016  Exposition Muséum im Schafstall Neuenstadt (Allemagne)
Exposition Palais Coburg Vienne (Autriche)
Exposition Park Hotel Vitznau (Suisse)
- 2019  Grand Palais Invité d’honneur Art Capital Paris

#### Catalogues
- Louis Pauwels, Les œuvres de Verlinde, éd. Natiris, 1983.
- Verlinde. Évolution, Minet, 1989.
- Verlinde. Peintures et dessins, éd. Natiris, 1992.
- Verlinde. Dessins, éd. Galerie Boulet, 1998.
- Verlinde. Peintures, éd. Galerie Boulet, 1998.
- Verlinde. Peintures et dessins, éd. Galerie Boulet 2005.

### Articles de presse
- "Le peintre" guide collectionneur, 1976.
- Le Figaro Magazine, 1979.
- Touring, 1982.
- L'œil, 1984.
- Gazette de l'hôtel Drouot, vente de tableaux fantastiques, 1985.
- Revue de la Bibliothèque Nouvelle, 1988.
- Le Figaro, 1988.
- Arts et valeurs, 1990.
- 92 Valeurs, 1991.
- Le Figaro, 1998.
- Valeurs actuelles, 1998.
- Art Actualité Magazine, 2000.
- Valeurs actuelles, 2000.
- Univers des Arts, 2001.
- Pratique des Arts, 2002.